# 에스페란토 학술회

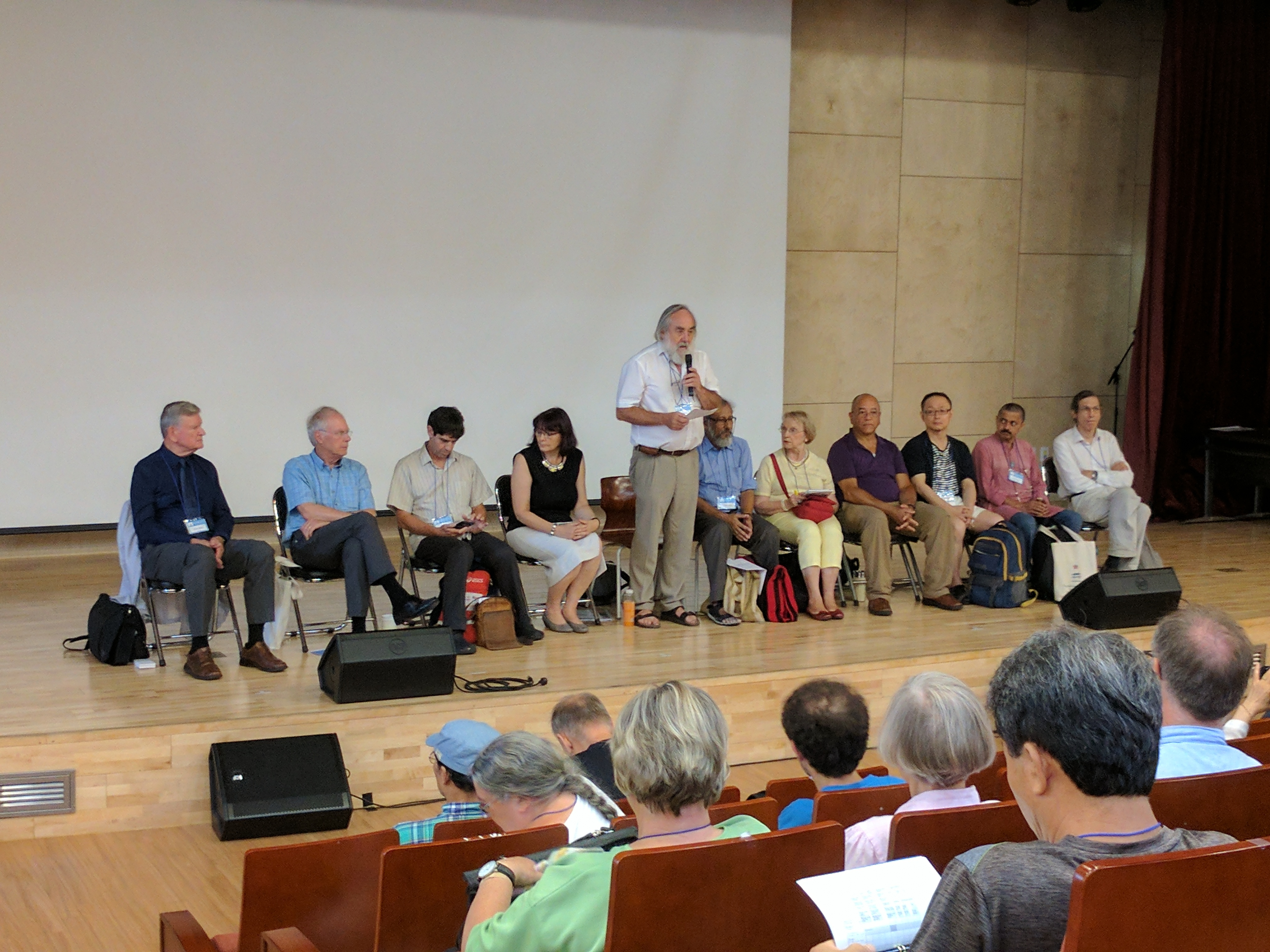

에스페란토 학술원(Akademio de Esperanto)은 에스페란토의 보존과 발전을 목표로 하는 독립 기관이다. 세계 에스페란토 협회(Universala Esperanto-Asocio)의 재정 지원을 받는다.

## 역사
에스페란토 학술원은 1905년 프랑스 불로뉴쉬르메르(Boulogne-sur-Mer)에서 열린 제1차 세계 에스페란토 대회에서 언어 위원회(Lingva Komitato)라는 이름으로 창설되었고, 28개 나라에서 온 102명의 위원들로 이루어졌다. 이 가운데는 라자로 루드비코 자멘호프를 포함하여, 에밀 부아라크, 루이 드 보프롱, 카지미에시 베인 등 유명한 에스페란티스토가 포함되어 있었다. 당시에 에스페란토 학술원(Akademio de Esperanto)이라는 명칭은 언어 위원회 위에 존재하는 위원회의 이름이었다.
1948년에 언어 위원회와 당시 에스페란토 학술원이 합쳐져 현재의 에스페란토 학술원을 이루게 되었다.

## 조직
회장단(Estraro)은 학술원 전체를 이끈다. 회장단은 회장(Prezidanto)과 서기(Ĝenerala Sekretario-Kasisto), 그리고 한 명 또는 두 명의 부회장(Vicprezidanto)으로 구성된다. 2025년 3월 기준으로 회장은 인도의 프로발 다수굽타이고, 부회장은 스웨덴의 베르틸 베네그렌과 룩셈부르크의 브리앙 문이다.
에스페란토 학술원은 분과(에스페란토: Sekcio)와 위원회(에스페란토: Komisiono)로 구성되어 있다. 분과는 언어와 관련된 일을, 위원회는 언어와 관계없는 일을 맡는다. 각 분과와 위원회는 장(Direktoro)을 가진다. 2025년 3월 기준으로 현재 총 7개의 분과와 2개의 위원회가 있는데, 다음과 같다.
- 전문용어분과 (에스페란토: Sekcio pri Faka Lingvo)
- 문법분과 (에스페란토: Sekcio pri Gramatiko)
- 일반사전분과 (에스페란토: Sekcio pri Ĝenerala Vortaro)
- 상담분과 (에스페란토: Sekcio pri Konsultejo de la Akademio de Esperanto)
- 문학분과 (에스페란토: Sekcio pri Literaturo)
- 발음분과 (에스페란토: Sekcio pri Prononco)
- 교재분과 (에스페란토: Sekcio pri Kontrolado de Lerniloj)
- 학술원사위원회 (에스페란토: Komisiono pri la historio de la Akademio de Esperanto)
- 소통위원회 (Komisiono pri komunikado)
- 학술원 회원은 2025년 3월 기준으로 총 45명이다.[5] 회원이 되려면 기존 학술원 회원 가운데 최소 3개 국어를 대표하는 최소 5명의 추천을 받고, 기본규범(Fundamento de Esperanto)에 충실할 것을 맹세하여야 한다.[6]

## 활동
에스페란토 학술원은 기본규범의 머리말에 따라 공식 추가 단어집(Oficiala Aldono al la Universala Vortaro)을 편찬한다. 제1차 추가 단어집은 1909년에 출판되었고, 비정기적으로 현재까지 총 9편의 추가 단어집들이 출판되었다. 제9차 단어집은 2007년에 출판되었다. 이에 따라, 현재까지 총 2185개의 어근(radiko)이 추가되었다. 이는 기본규범에 원래 수록된 2768개에 맞먹는 숫자다.
추가 단어집 외에도, 학술원은 에스페란토의 문법 및 단어의 쓰임새에 대하여 공식 판정(Decido)을 내린다. 이 가운데 중요한 것은 1967년의 활용법 및 합성법에 대한 판정과 피동 분사에 대한 판정, 1971년의 재귀대명사에 대한 판정, 1985년의 수동태에 대한 판정 등이 있다. 또한, 학술원은 국명과 인명의 공식 표기법을 출판한다.
마지막으로, 1999년부터 에스페란토 학술원은 상담소(Konsultejo)를 마련하고 있다. 여기에는 인터넷 또는 우편으로 언어에 관련된 질문을 보내어, 답변을 받을 수 있다. 다만 상담소의 답변은 학술원의 공식 의견은 아니다.